# Maillot amarillo (Vuelta a España)
El Jersey amarillo fue el distintivo el líder de la Vuelta Ciclista a España entre 1955 y 1998, a excepción de la edición de 1977, a imagen y semejanza del Tour de Francia. A partir de 1999 se convirtió en el jersey oro para diferenciarlo de éste.
A partir de la Vuelta a España 2010, y hasta la actualidad, el maillot de líder es el rojo.

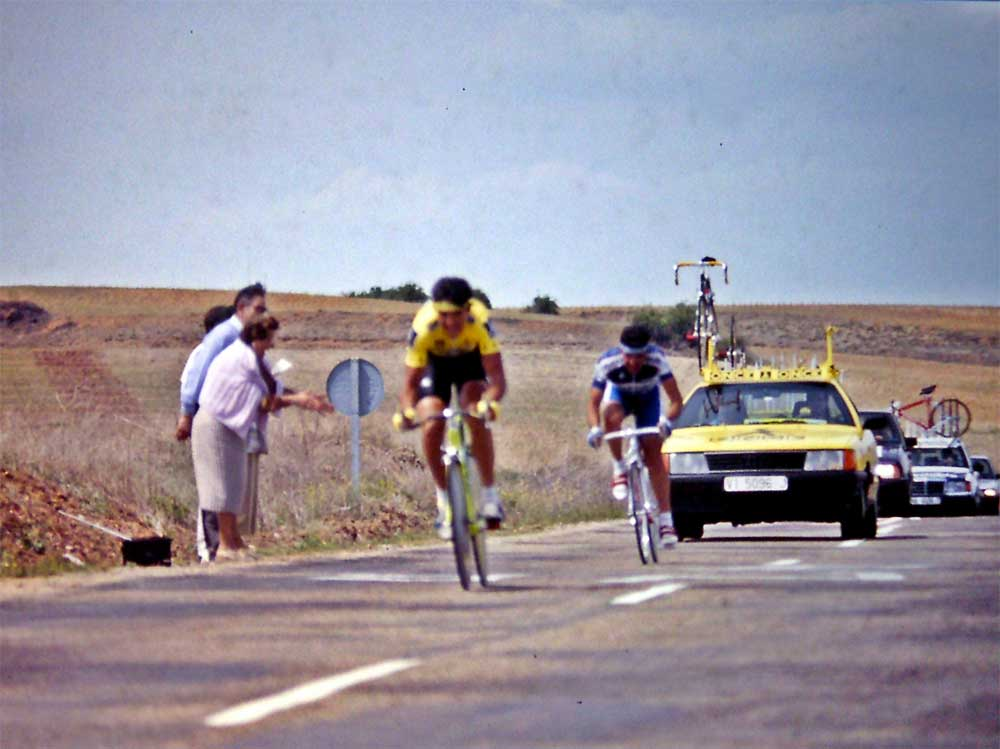
Pedro Delgado en una crono de la Vuelta a España de 1989 portando el maillot amarillo

## Palmarés del maillot amarillo en la Vuelta
El listado va desde 1955 a 1998, salvo la Vuelta de 1977, año en que el distintivo del líder fue naranja.
| Año  | Ganador (color del maillot) | Segundo                    | Tercero              |
| 1955 | Jean Dotto                  | Antonio Jiménez Quiles     | Raphaël Géminiani    |
| 1956 | Angelo Conterno             | Jesús Loroño               | Raymond Impanis      |
| 1957 | Jesús Loroño                | Federico Martín Bahamontes | Bernardo Ruiz        |
| 1958 | Jean Stablinski             | Pasquale Fornara           | Fernando Manzaneque  |
| 1959 | Antonio Suárez              | José Segu                  | Rik Van Looy         |
| 1960 | Franz De Mulder             | Armand Desmet              | Miguel Pacheco       |
| 1961 | Angelino Soler              | François Mahé              | José Pérez Francés   |
| 1962 | Rudi Altig                  | José Pérez Francés         | Seamus Elliott       |
| 1963 | Jacques Anquetil            | J. M. Colmenarejo          | Miguel Pacheco       |
| 1964 | Raymond Poulidor            | Luis Otaño                 | José Pérez Francés   |
| 1965 | Rolf Wolfshohl              | Raymond Poulidor           | Rik Van Looy         |
| 1966 | Patxi Gabica                | Eusebio Vélez              | Carlos Echeverría    |
| 1967 | Jan Janssen                 | Jean Pierre Ducasse        | Aurelio González     |
| 1968 | Felice Gimondi              | José Pérez Francés         | Eusebio Vélez        |
| 1969 | Roger Pingeon               | Luis Ocaña                 | Marinus Wagtmans     |
| 1970 | Luis Ocaña                  | Agustín Tamames            | Herman Van Springel  |
| 1971 | Ferdinand Bracke            | Wilfried David             | Luis Ocaña           |
| 1972 | José Manuel Fuente          | Miguel María Lasa          | Agustín Tamames      |
| 1973 | Eddy Merckx                 | Luis Ocaña                 | Bernard Thévenet     |
| 1974 | José Manuel Fuente          | Joaquim Agostinho          | Bernard Thévenet     |
| 1975 | Agustín Tamames             | Domingo Perurena           | Miguel María Lasa    |
| 1976 | José Pesarrodona            | Luis Ocaña                 | José Nazabal         |
| 1978 | Bernard Hinault             | José Pesarrodona           | Jean-René Bernaudeau |
| 1979 | Joop Zoetemelk              | Francisco Galdós           | Michel Pollentier    |
| 1980 | Faustino Rupérez            | Pedro Torres               | Claude Criquelion    |
| 1981 | Giovanni Battaglin          | Pedro Muñoz                | Vicente Belda        |
| 1982 | Marino Lejarreta            | Michel Pollentier          | Sven-Åke Nilsson     |
| 1983 | Bernard Hinault             | Marino Lejarreta           | Alberto Fernández    |
| 1984 | Éric Caritoux               | Alberto Fernández          | Reimund Dietzen      |
| 1985 | Pedro Delgado               | Robert Millar              | Pacho Rodríguez      |
| 1986 | Álvaro Pino                 | Robert Millar              | Sean Kelly           |
| 1987 | Luis Herrera                | Reimund Dietzen            | Laurent Fignon       |
| 1988 | Sean Kelly                  | Reimund Dietzen            | Anselmo Fuerte       |
| 1989 | Pedro Delgado               | Fabio Parra                | Óscar Vargas         |
| 1990 | Marco Giovannetti           | Pedro Delgado              | Anselmo Fuerte       |
| 1991 | Melcior Mauri               | Miguel Induráin            | Marino Lejarreta     |
| 1992 | Tony Rominger               | Jesús Montoya              | Pedro Delgado        |
| 1993 | Tony Rominger               | Alex Zülle                 | Laudelino Cubino     |
| 1994 | Tony Rominger               | Mikel Zarrabeitia          | Pedro Delgado        |
| 1995 | Laurent Jalabert            | Abraham Olano              | Johan Bruyneel       |
| 1996 | Alex Zülle                  | Laurent Dufaux             | Tony Rominger        |
| 1997 | Alex Zülle                  | Fernando Escartín          | Laurent Dufaux       |
| 1998 | Abraham Olano               | Fernando Escartín          | José María Jiménez   |

| Predecesor: Jersey blanco con franja roja | Jersey de líder de la Vuelta a España 1955-1976 | Sucesor: Jersey naranja |

| Predecesor: Jersey naranja | Jersey de líder de la Vuelta a España 1978-1998 | Sucesor: Jersey oro |

- Datos: Q5990147